# Bahnhof Hünfeld
Der Bahnhof Hünfeld ist der einzige Bahnhof der osthessischen Stadt Hünfeld. Von 1906 bis 1991 zweigte von hier aus die Bahnstrecke Hünfeld–Wenigentaft-Mansbach von der Hauptstrecke, der Bahnstrecke Bebra–Fulda, ab. An der Station halten mehrere Nahverkehrslinien sowie einzelne IC-Linien auf der Verbindung Frankfurt (Main)–Fulda–Bebra.

## Geschichte
Der Bahnhof Hünfeld wurde mit der Eröffnung des zweiten Teilabschnittes Bad Hersfeld–Hünfeld–Fulda der Bahnstrecke Bebra–Fulda am 1. Oktober 1866 eröffnet.
Am 1. Dezember 1906 wurde die Bahnstrecke Hünfeld–Wenigentaft-Mansbach eröffnet.
Am 28. Oktober 1944 war der Bahnhof Ziel eines Bombenangriffs, bei dem 106 Menschen im Bahnhofsumfeld starben. Die deutsche Teilung nach dem Krieg führte 1945 zur Betriebseinstellung zwischen Treischfeld und Wenigentaft. Der Personenverkehr zwischen Hünfeld und Treischfeld wurde am 28. Mai 1972 eingestellt. Der Güterverkehr wurde zwischen Hünfeld und Eiterfeld am 31. Dezember 1991 eingestellt, der Güterverkehr bis Treischfeld endete bereits 1976. Entlang der Strecke wurde 2007 der Kegelspiel-Radweg eröffnet.
Im Jahr 2012 begann der Umbau des Bahnhofs, der im März 2014 fertiggestellt wurde. Es erfolgte ein barrierefreier Ausbau der Bahnsteiganlagen sowie des näheren Bahnhofsumfelds. Im August 2014 erhielt der Bahnhof von der Allianz pro Schiene den Titel Bahnhof des Jahres in der Kategorie Kleinstadtbahnhof.

## Bahnanlagen
Empfangsgebäude
Das Empfangsgebäude des Hünfelder Bahnhofs wurde 1865/66 in den Formen des Klassizismus noch vor der Eröffnung der Bahnlinie Fulda–Bebra errichtet. Das Gebäude ist in seiner ursprünglichen Architektur unverändert erhalten geblieben.
Güterabfertigung
Das südlich gelegene Gebäude der Güterabfertigung wird heute privat genutzt.
Lokomotivschuppen
1866 wurde ein Lokomotivschuppen als traufenständiger Bau aus gelblichem Sandstein mit zwei Gleisen für Lokomotivstände nördlich des Empfangsgebäudes errichtet. Das Gebäude mit bogenförmigen Toren an der Nord- und Südseite hat bahnseitig gekoppelte Bogenfenster und rhombische Öffnungen. Ende des 19. Jahrhunderts wurde der Lokschuppen um ein Schiff für einen weiteren Lokomotivstand und um ein Sozialgebäude erweitert. Auch eine 16-m-Drehscheibe und Versorgungseinrichtungen wie Kohlenbansen gehörte dazu. Der Anschluss an den Bahnhof erfolgte über eine Weiche im nördlichen Bahnhofsbereich an Gleis 1. Der Lokschuppen diente als Außenstelle des Bahnbetriebswerkes Fulda zunächst Schublokomotiven auf der Hauptstrecke als Unterkunft, nach Eröffnung der Nebenbahn nach Wenigentaft-Mansbach 1906 auch für die dort eingesetzten Lokomotiven. Nach 1945 ging zunächst ein Gleis an die Bahnmeisterei über. Ab etwa den 1970er Jahren wurde das Gebäude ganz von der Bahnmeisterei Hünfeld genutzt. 1994 erwarb die Stadt Hünfeld den Lokomotivschuppen von der Deutschen Bahn. 2008 wurde das Gebäude umgebaut, saniert und mit einer neuen Dachkonstruktion versehen. Ein Anbau für Funktions- und Sanitärräume ersetzte das frühere Sozialgebäude. Am 13. März 2009 wurde der „neue“ Lokschuppen eingeweiht. Der Umbau war mit 525.000 € angesetzt, kostete letztlich aber 618.000 €. Seitdem dient das Industriedenkmal „Alter Lokschuppen“ als Mehrzweckhalle u. a. für Flohmärkte, aber auch für kulturelle Veranstaltungen wie z. B. Kabarett und Kleinkunst.

## Gleise und Bahnsteige
Bis zur Einstellung der Strecke nach Wenigentaft und bis zum Beginn des barrierefreien Umbaus des Hünfelder Bahnhofs besaß dieser 5 Bahnsteiggleise an einem Haus- und zwei Mittelbahnsteigen. Seit dem Umbau besitzt der Hünfelder Bahnhof nur noch die 4 Gleise an den beiden Mittelbahnsteigen. Vom Hausbahnsteig ist bis auf den Bahnsteig, über welchen man gehen muss, um in das Bahnhofsgebäude bzw. in die Stadt zu gelangen, und das blau-weiße DB-Schild mit der Nummer 1 nichts mehr zu erkennen.
Die Nummerierung beginnt auf der Westseite am Empfangsgebäude.
- Gleis 1 ist ein Durchgangsgleis und liegt als Hausbahnsteig direkt vor dem Empfangsgebäude. Es war das Gleis für die Züge nach Wenigentaft. Heute ist es größtenteils demontiert und stillgelegt.
- Gleis 2 teilt sich mit Gleis 3 einen Inselbahnsteig. Heute halten hier vereinzelt Züge in Richtung Bebra/Kassel, die hier planmäßig oder unplanmäßig überholt werden.
- Gleis 3 ist ein Durchgangsgleis und liegt am Bahnsteig neben Gleis 2. Heute halten hier die Züge der Cantus-Linien R5 und (vereinzelt) R7 in Richtung Bebra/Kassel (R5) beziehungsweise Bebra/Eschwege/Eichenberg/Göttingen (R7) und vereinzelte Regional-Express- und Intercity-Züge Richtung Bebra.
- Gleis 4 liegt am zweiten Inselbahnsteig und teilt sich diesen mit Gleis 5. Heute halten hier die cantus-Züge Richtung Fulda sowie die vereinzelten RE- und IC-Züge nach Frankfurt.
- Gleis 5 ist das äußerste Durchgangsgleis des Hünfelder Bahnhofs und liegt am Bahnsteig neben Gleis 4. Der angrenzende Bahnsteig ist zu dieser Seite durch ein Geländer abgesperrt. Über dieses Gleis verkehren die Züge Richtung Fulda, welche die langsameren Züge hier planmäßig oder unplanmäßig überholen.

Alle Bahnsteige des Bahnhofs Hünfeld sind seit dem Umbau (2012–2014) barrierefrei.
Am Bahnhof befindet sich ein Relaisstellwerk der Bauart Sp Dr S60 aus dem Jahre 1979, welches im Regelfall vom Zentralstellwerk in Fulda ferngesteuert wird. Zusätzlich zu Hünfeld wird der Bahnhof in Burghaun ferngestellt.

## Betrieb
Hünfeld liegt im Tarifgebiet des Rhein-Main-Verkehrsverbundes (RMV). Für Fahrten in Richtung Bebra/Kassel gilt auch der Übergangstarif des Nordhessischen Verkehrsverbundes (NVV).

### Bahnverkehr
Der Nahverkehr wird seit dem Fahrplanwechsel 2006/2007 am 10. Dezember 2006 von der cantus Verkehrsgesellschaft betrieben. Die Linie RB5 (Fulda–Kassel) verkehrt im Stundentakt auf der Bahnstrecke Fulda–Bebra. Einzelne Regional-Express-Zugpaare der DB Regio sowie einzelne IC-Züge fahren im Berufsverkehr von Bebra nach Frankfurt und zurück. All diese Züge halten auch im Bahnhof Hünfeld.
| Linie | Verlauf | Takt          | Betreiber      |
| ----- | --- | ------------- | -------------- |
| IC    | (Erfurt Hbf – Gotha – Eisenach – Bad Hersfeld – Hünfeld – Fulda – Schlüchtern – Hanau Hbf – Frankfurt (Main) Hbf) | einzelne Züge | DB Fernverkehr |
| RE 5  | Kinzigtalbahn: Frankfurt (Main) Hbf – Frankfurt (Main) Süd – Hanau Hbf – Bad Soden-Salmünster – Schlüchtern – Fulda – Hünfeld – Bad Hersfeld – Bebra Stand: Fahrplanwechsel Dezember 2021 | einzelne Züge | DB Regio Mitte |
| RB 5  | Kassel Hbf – Kassel-Wilhelmshöhe – Guxhagen – Melsungen – Malsfeld – Malsfeld-Beiseförth – Altmorschen – Heinebach – Rotenburg an der Fulda – Lispenhausen – Bebra – Ludwigsau-Friedlos – Bad Hersfeld – Haunetal-Neukirchen – Burghaun – Hünfeld – Fulda Stand: Fahrplanwechsel Dezember 2021                | 60 min        | cantus         |
| RE 50 | Kinzigtalbahn: Frankfurt (Main) Hbf – Frankfurt (Main) Süd – Offenbach (Main) Hbf – Hanau Hbf – Langenselbold – Gelnhausen – Wächtersbach – Bad Soden-Salmünster – Steinau (Straße) – Schlüchtern – Flieden – Neuhof (Kr Fulda) – Fulda – Hünfeld – Bad Hersfeld – Bebra Stand: Fahrplanwechsel Dezember 2021 | einzelne Züge | DB Regio Mitte |

Auf der Bahnstrecke Hünfeld–Wenigentaft-Mansbach fuhren von Beginn an ausschließlich Nahverkehrszüge zwischen Hünfeld, Eiterfeld, Treischfeld und Wenigentaft-Mansbach.

### Busverkehr
Ende 2015 wurde direkt neben dem Bahnhof der Bau eines Busbahnhofs für 720.000 € fertig gestellt, welcher schließlich im Februar 2016 eröffnet wurde. Dieser umfasst fünf Bussteige und ersetzt somit die alten Haltestellen entlang der Bahnhofstraße gegenüber dem Empfangsgebäude des Bahnhofs. Vom Busbahnhof aus verkehren Regional- und Stadtbusse in die umliegenden Städte und Dörfer.